# 北斗市立大野小学校
北斗市立大野小学校（ほくとしりつ おおのしょうがっこう）は、北海道北斗市にある公立小学校。

## 沿革
- 1878年（明治11年）2月16日 - 公立大野学校として開校、修業年限を8年とする。
- 1880年（明治13年）1月 - 農業・養蚕の二科を設け修業年限を6年とする。
- 1883年（明治16年）3月 - 公立大野小学校と称し、初等科3年、中等科3年、高等科3年を設ける。
- 1886年（明治19年）
  - 3月 - 校舎新築。
  - 8月 - 落成移転　大野村字新七重道南6番地（現在の北斗市役所総合分庁舎所在地）、敷地565坪、建坪56坪木造総2階3教室。
- 1887年（明治20年）4月 - 簡易小学校となり、修業年限3年とする。
- 1892年（明治25年）4月 - 公立大野尋常高等小学校と改称し、修業年限尋常科4年、高等科4年となる。
- 1895年（明治28年）3月 - 高等科修業年限2年となる。
- 1896年（明治29年）4月 - 大野農業補習学校を開校し、併置する。
- 1897年（明治30年）11月 - 校舎改築移転大野村字西上町10番地（現在地）に校舎改築移転（敷地2652坪、建坪238坪半、教室6、事務室1）。
- 1899年（明治32年）4月 - 文月、市渡、島川の各小学校が本校の分校となる。本郷小学校が廃止となり、本校と併合する。
- 1900年（明治33年）
  - 4月 - 萩野分校設立。
  - 11月 - 教室2（40坪）、廊下14坪、運動室60坪を増築。
- 1901年（明治34年）3月 - 文月、市渡、島川、萩野の各分校が独立する。同月、大野農業補習学校を廃止する。
- 1902年（明治35年）6月 - 1教室（25坪）増築。
- 1906年（明治39年）6月 - 1教室（20坪）増築。
- 1911年（明治44年）5月 - 文月小学校は本校の分教場となる。
- 1923年（大正12年）10月 - 敷地533坪購入、3教室ほか87坪増築。
- 1926年（大正15年）
  - 日付不明 - 大野青年訓練所を廃止し、新たに大野村立大野青年学校を開校して、併置。
  - 9月 - 水田その他を買収し、グランド1600坪を新設。
  - 12月 - 3教室（82坪）増築、屋内運動場及び6教室、その他383坪を改築。
- 1927年（昭和2年）10月 - 前面校舎を新築し、総2階建とする、教室2・特別教室7改築、屋外運動場1600坪新設。
- 1928年（昭和3年）2月 - 創立50周年記念式典と校舎落成の両式典を挙行。
- 1931年（昭和6年）10月 - 校章と校旗を制定。
- 1938年（昭和13年）2月 - 通用道路を廃し、正面に通用道路を新設する。同月、創立60周年記念式典挙行し、祝賀会開催。同月、校歌を制定。
- 1941年（昭和16年）
  - 4月1日 - 国民学校令により、大野村立大野国民学校と改称
  - 8月 - 校舎前広場に植樹し、千代の園をつくる。
- 1947年（昭和22年）
  - 4月 - 大野村立大野青年学校廃止。同月、学制改革により、大野村立大野小学校と改称、修業年限6年となる。
  - 5月 - 大野村立大野中学校が開校し、本校に併置する。
  - 11月 - 創立70周年記念式典挙行し、祝賀会開催。
- 1948年（昭和23年）11月 - 学校給食（ミルクと汁）実施（昭和29年12月中止）。
- 1950年（昭和25年）12月 - 大野村立大野中学校が独立校舎に移転。
- 1955年（昭和30年）8月 - 南側旧校舎150坪解体し、ブロック建造8教室・便所渡廊下247坪竣工
- 1956年（昭和31年）7月 - 第2次工事2教室、北側校舎2教室改修。
- 1957年（昭和32年）
  - 1月1日 - 大野村の町制施行により、大野町立大野小学校と改称。
  - 9月 - 創立80周年記念挙行し、校舎落成祝賀会開催。
- 1963年（昭和38年）9月 - 公民館新設工事。
- 1966年（昭和41年）4月 - 特殊学級設置。
- 1967年（昭和42年）12月 - 新体育館完成。
- 1968年（昭和43年）12月 - 北側鉄筋校舎完成。
- 1969年（昭和44年）
  - 8月 - 前面校舎改築工事の為、3年2組の児童が、公民館で授業する。
  - 11月 - 創立90周年記念式典挙行し、校舎落成記念祝賀会開催。
- 1970年（昭和45年）2月 - 創立90周年、校舎落成記念研究会開催。
- 1972年（昭和47年）12月 - プール建設基金154万2550円集まる。
- 1973年（昭和48年）7月 - 学校プール完成、落成式挙行。
- 1977年（昭和52年）11月 - 創立100周年記念式典挙行し、祝賀会開催。
- 1980年（昭和55年）
  - 7月 - 文月分校開校100周年記念式典挙行し、祝賀会開催。
  - 8月 - 大野町学校給食、週五日の米飯給食実施。
- 1981年（昭和56年）4月 - 文月分校在学年限を第4学年までとする。
- 1984年（昭和59年）12月 - 北側校舎廊下窓下壁モルタル崩落のため修理実施。
- 1986年（昭和61年）
  - 7月 - 校舎増改築工事落成（鉄筋3階）。
  - 8月 - 既設校舎（旧校舎）の改修。
  - 12月 - 大野小学校校区の家庭教育学級を開設。
- 1987年（昭和62年）
  - 8月 - グランド「ファミリーグランド」として拡張造成工事着工、それに伴いプールを解体し、跡地をグランドの一部とする。
  - 11月 - 校舎落成・創立110周年記念式典の両式典挙行し、祝賀会開催。
- 1988年（昭和63年）2月 - 校舎落成・創立110周年記念公開研究会開催。
- 1992年（平成4年）9月 - 学校週5日制（月1回土曜日休業）始まる。
- 1994年（平成6年）2月 - 新しい放送施設取付工事完了。
- 1995年（平成7年）4月 - 第2・第4土曜日休業となる。
- 1997年（平成9年）3月 - 学級増に伴い特別教室等4教室を普通教室への改修工事完了。同月、体育館改修工事完了。
- 1998年（平成10年）9月 - 中庭にプレハブ特別教室3棟完成。同月、家庭科教室及び準備室を間仕切りし普通教室2とする。
- 1999年（平成11年）3月 - 文月分校閉校式典・お別れ会挙行。
- 2000年（平成12年）7月 - 開校125年記念事業協賛会設立準備委員会設置。
- 2001年（平成13年）
  - 3月 - 体育館全面改築工事完了。
  - 6月 - 校舎改築予定の変更に伴い125周年事業の中止決定。
  - 12月 - 校舎中央棟増改築完了。
- 2002年（平成14年）
  - 4月 - 学校完全週5日制が実施される。
  - 9月 - 校舎前面外構工事完了。
- 2003年（平成15年）9月 - 校舎中庭外構工事完了。
- 2006年（平成18年）2月1日 - 大野町と上磯町が合併した北斗市発足により、北斗市立大野小学校と改称する。
- 2011年（平成23年）6月 - 震災のため、修学旅行先を札幌方面に変更。
- 2014年（平成26年）1月 - 南側校舎トイレの洋式化工事完了。
- 2018年（平成30年）7月 - タブレットPC導入。

## 学区
- 本町（1丁目～4丁目、住居表示未整備地区）、南大野、向野（1丁目～3丁目、住居表示未整備地区(小川、中山地区を除く。)）、本郷(神社横通りまで。ただし、鹿島橋付近と白川地区を含む。)、白川、細入、開発(上開発)、清水川(南大野第5号線、清水川第1号線まで)、文月、村内[1]

## 周辺
- 北海道道756号大野上磯線
- 大野川
- スポーツセンター
  - グラウンド
- 本町児童公園
- せせらぎ公園
- 北斗市公民館
- 緑ヶ丘団地
- 第2市民プール
- 意富比神社
- 北斗市役所大野総合分庁舎
- 北斗市商工会大野支所

## 著名な出身者
- 三浦茉実 （バレーボール選手）
- 阿部剣友（プロ野球選手）

## アクセス
- 函館バス「21」・「22」・「25」・「28A」・「28B」・「28C」・「28E」・「28F」・「32」・「610」の各系統で、「大野小学校前」バス停下車。
- JR新函館北斗駅・函館駅から、上述の路線バスで、「大野小学校前」バス停下車。